# ヨハン1世 (ザクセン＝ラウエンブルク公)
ヨハン1世（Johann I., 1249年 - 1285年7月30日）は、アスカニア家出身のザクセン公（在位：1260年 - 1282年）。アルブレヒト2世の兄。公国の統治では1272年にマクデブルク大司教コンラート2世・フォン・シュテルンベルクと対ブランデンブルク辺境伯同盟を締結し、1273年ローマ王選挙ではハプスブルク伯ルドルフ1世を支持した。1282年に公位を息子3人に譲った。

## 生涯
ザクセン公アルブレヒト1世と3人目の妻ヘレーネ・フォン・ブラウンシュヴァイク＝リューネブルク（ブラウンシュヴァイク＝リューネブルク公オットー1世の娘）の息子として、1249年に生まれた。父アルブレヒトが1261年に死去した際にはヨハン1世は12歳位であり、恐らく母ヘレーネがヨハン1世とその弟アルブレヒト2世が成人するまで後見人となったと思われる。1263年にはまだ母ヘレーネが息子らの同意のもと文書を発行していたが、1268年には独立して文書を発行している（母ヘレーネは1273年に死去した）。
ヨハン1世とアルブレヒト2世は最初は共同統治を行い、後に領地を分割したとみられるが、その分割がいつ行われたのかは明らかでない。1272年には2人はまだ共通の印章を用いていた。領地の分割の際、ヨハンは元々のザクセン公領を受け取った。このうち最も重要な場所は祖父ベルンハルト3世がエルベ川沿いに建設したラウエンブルク城だった。1296年にヨハン1世の息子たちが領地を分割相続した際、公領の名称をザクセン＝ラウエンブルクとした。これにより、ヨハン1世はアスカニア家のザクセン＝ラウエンブルク公系の家祖となった。また1270年にはヨハン1世がエルベ川中流のアーケンで協同教会を設立しており、アーケンも父から相続したとみられる。
1269年、ヨハン1世とアルブレヒト2世は共同でマクデブルク大司教コンラート2世・フォン・シュテルンベルクからマクデブルク城伯の任命を受け、その代償にベルツィヒ、ラーニス、ヴィッテンベルクを封土として大司教に与えた。1272年にもコンラート2世と対ブランデンブルク辺境伯同盟を締結し、1276年にはコンラート2世がザクセン公の債務を引き受け、その代償としてシュタスフルト、アーケン、アーケン近くのグロヴォルプ城（Gloworp）、リショウ（Richow）の代官領、ゴットエスグナーデン修道院、ノイヴェルク修道院を割譲した。
『ドイツ人名事典』(ADB)によれば、1273年ローマ王選挙に出席した可能性が高い。また選挙の4週間後、ローマ王に選出されたハプスブルク伯ルドルフ1世がアーヘンでローマ王として戴冠したときにルドルフに同伴した。そのため、『ドイツ人名事典』はヨハン1世がアルブレヒト2世と共同で投票したか、ザクセン公本家の家長として投票したと結論付けた。しかし、息子たちの代に領地が分割相続された後、ザクセン＝ラウエンブルク家とザクセン＝ヴィッテンベルク家の間で選帝侯としての投票権をめぐって争うこととなり、最終的にはザクセン＝ヴィッテンベルク家が選帝侯としての投票権を得た。
ヨハン1世とアルブレヒト2世はともに帝国自由都市リューベックのフォークトとなった。ヨハン1世は1283年にロストックでトラーヴェ川周辺の領主と10年間の同盟を締結し、地域の平和維持を約束した。ヨハン1世はこの同盟に従い、イングランド王エドワード1世にノルウェー王国との貿易を中止するよう請願した。
1282年、ヨハン1世は領地を3人の息子らに譲り、息子らは叔父アルブレヒト2世とザクセン公領を共同統治する形となった。ヨハン1世はヴィッテンベルクに隠棲し、その地のフランシスコ会修道院に入り修道院長となった。ただし前述の通り、トラーヴェ川周辺の領地には関心を寄せ続けた。
『ドイツ人名事典』はヨハン1世が1285年7月30日に死去したとし、Hirschfeld (1884)はヴィッテンベルクのフランシスコ会での死亡届をもとに同様の結論を出したが、『新ドイツ人名事典』は1286年4月20日にリューベックで締結された、ドイツ諸侯のシュレースヴィヒ公ヴァルデマー4世に対する保証にザクセン公ヨハンの名前があり、このヨハンがヨハン1世かその息子ヨハン2世かが不明であるため、ヨハン1世がその時点で存命（すなわち、没年不明）の可能性があるとした。ヴィッテンベルクのフランシスコ会修道院に埋葬された。

## 子女
ヨハン1世はスウェーデン貴族ビルイェル・ヤールの娘インゲボルグ（1302年没）と結婚し、4男4女をもうけた。
- ヘレーネ（1272年頃 - 1337年） - 最初にシュヴァルツブルク＝ブランケンブルク伯ギュンター9世と結婚、1297年にホルシュタイン＝ピンネベルク伯アドルフ6世と結婚。
- エリーザベト（1274年頃 - 1306年以前） - 1287年にシュレースヴィヒ公ヴァルデマー4世（英語版）（エストリズセン家）と結婚
- ヨハン2世（1275年頃 - 1322年） - ザクセン＝ラウエンブルク公
- アルブレヒト3世（1281年頃 - 1308年） - ザクセン＝ラウエンブルク公
- エーリヒ1世（1285年以前 - 1360年） - ザクセン＝ラウエンブルク公